# ماری برایان
ماری برایان (انگلیسی: Mary Brian؛ ۱۷ فوریهٔ ۱۹۰۶ – ۳۰ دسامبر ۲۰۰۲) یک هنرپیشه، و بازیگر سینما اهل ایالات متحده آمریکا بود. وی بین سال‌های ۱۹۲۴ تا ۱۹۵۴ میلادی فعالیت می‌کرد.
از فیلم‌هایی که وی در آن نقش داشته‌است، می‌توان به شرکای جرم اشاره کرد.

## مرگ
او به مرگ طبیعی در 30 دسامبر 2002 در خانه سالمندان در دل مار، کالیفرنیا در سن 96 سالگی درگذشت.